# Sainte-Ruffine
Sainte-Ruffine est une commune française située dans le département de la Moselle, en région Grand Est.

## Histoire
Des briques d’argile provenant de thermes gallo-romains datant du IIe siècle ainsi que les vestiges d’une villa ont été découverts lors de fouilles archéologiques réalisées entre 1985 et 1987, qui ont précédé la construction de maisons d’habitation. Et en 2022, les vestiges d'un théâtre gallo-romain ont été mis au jour lors d'une fouille préventive. Le site antique est situé sur la voie romaine allant de Metz à Reims par Verdun, et certains historiens pensent qu’il pourrait s'agir de l'antique Ibliodurum mentionnée dans l'Itinéraire d'Antonin. Cependant les distances mentionnées dans l'itinéraire ne correspondent pas ce qui fragilise cette hypothèse.
Sainte-Ruffine est un ancien village de vignerons du Val de Metz, en Pays messin, partagé en plusieurs seigneuries.
Les plus anciens documents évoquant les vignobles de Sainte-Ruffine datent du XIIIe siècle. L’activité se délite au XXe siècle à cause des guerres, du développement de l’industrie et du phylloxera.
En 1444, René Ier, duc de Bar et de Lorraine, soutenu par son beau-frère Charles VII de France, mit le siège devant Metz et ses troupes occupèrent le village.
En 1790, lors du découpage de la France en département, Sainte-Ruffine, proche de Metz, devenue siège dela préfecture, est rattachée au département de la Moselle. En 1871, le Traité de Francfort qui consacre la défaite de la France face au nouvel Empire allemand fait de Sainte-Ruffine un village allemand du "Reichsland Elsass-Lothringen" dont a capitale est Strasbourg. Le village redevient Français en 1918 dans le nouveau département de la Moselle qui regroupe les territoires Lorrains annexés en 1871 redevenus Français. La Moselle est annexée de facto par le Troisième Reich en 1940 et rattachée au Gau Westmark dont le chef-lieu est Sarrebruck. Le village redevient Français en novembre 1944.

### Accès

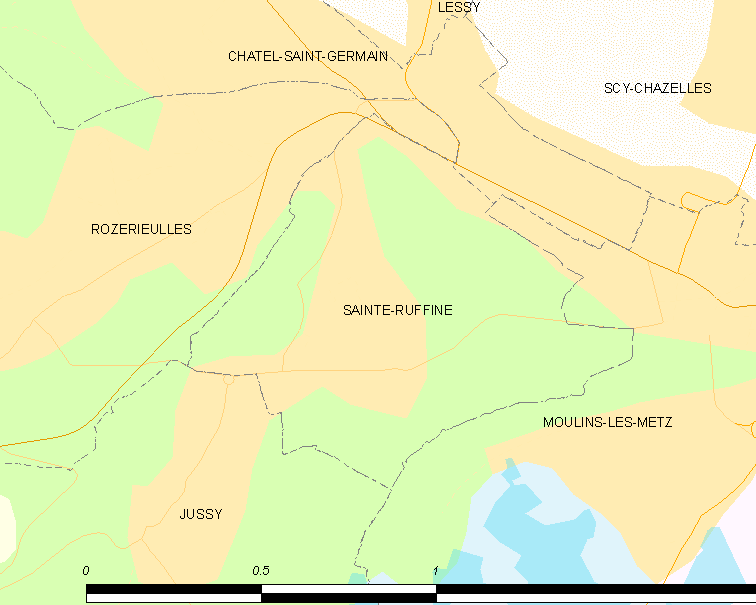
Carte de la commune.

## Géographie

### Communes limitrophes
|              | Châtel-Saint-Germain |                  |
| Rozérieulles | Sainte-Ruffine       |                  |
| Jussy        |                      | Moulins-lès-metz |

### Hydrographie
La commune est située dans le bassin versant du Rhin au sein du bassin Rhin-Meuse. Elle est drainée par le ruisseau de Montvaux, le fossé des Vieilles Eaux et le Bord du Rupt.
Le ruisseau de Montvaux, d'une longueur totale de 11,2 km, prend sa source dans la commune de Saint-Privat-la-Montagne et se jette  dans le Fossé des Vieilles Eaux à Moulins-lès-Metz, après avoir traversé six communes.

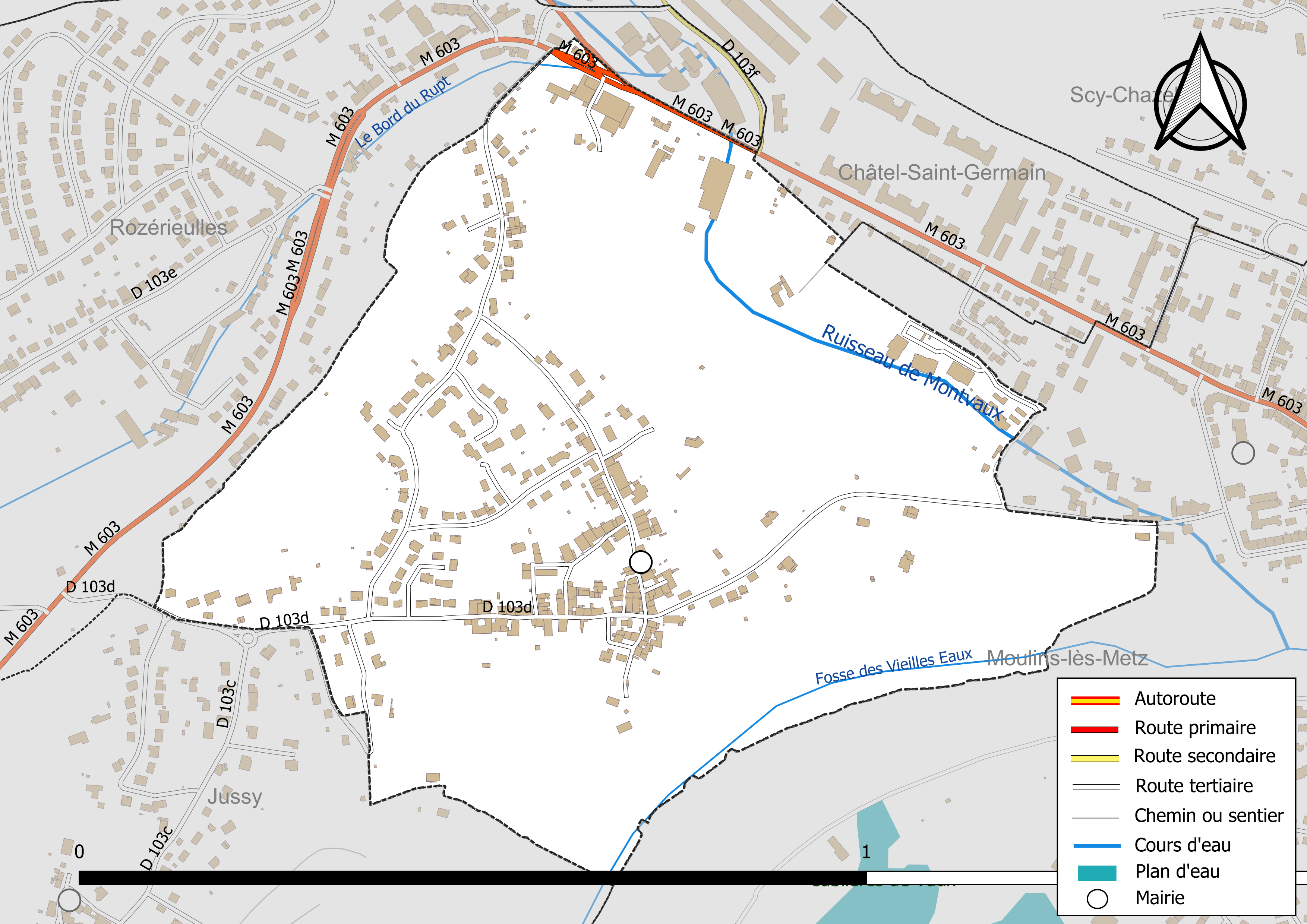
Réseaux hydrographique et routier de Sainte-Ruffine.

La qualité des eaux des principaux cours d’eau de la commune, notamment du ruisseau de Montvaux, peut être consultée sur un site spécial géré par les agences de l’eau et l’Agence française pour la biodiversité.

### Climat
Pour des articles plus généraux, voir Climat du Grand Est et Climat de la Moselle.
En 2010, le climat de la commune est de type climat océanique dégradé des plaines du Centre et du Nord, selon une étude du Centre national de la recherche scientifique s'appuyant sur une série de données couvrant la période 1971-2000. En 2020, Météo-France publie une typologie des climats de la France métropolitaine dans laquelle la commune est exposée à un climat semi-continental et est dans la région climatique  Lorraine, plateau de Langres, Morvan, caractérisée par un hiver rude (1,5 °C), des vents modérés et des brouillards fréquents en automne et hiver. 
Pour la période 1971-2000, la température annuelle moyenne est de 9,5 °C, avec une amplitude thermique annuelle de 16 °C. Le cumul annuel moyen de précipitations est de 738 mm, avec 12 jours de précipitations en janvier et 8,7 jours en juillet. Pour la période 1991-2020, la température moyenne annuelle observée sur la station météorologique de Météo-France la plus proche, « Metz-Frescaty », sur la commune d'Augny à 5 km à vol d'oiseau, est de 11,1 °C et le cumul annuel moyen de précipitations est de 713,5 mm. 
La température maximale relevée sur cette station est de 39,7 °C, atteinte le 25 juillet 2019 ; la température minimale est de −23,2 °C, atteinte le 17 février 1956,,. 
Les paramètres climatiques de la commune ont été estimés pour le milieu du siècle (2041-2070) selon différents scénarios d'émission de gaz à effet de serre à partir des nouvelles projections climatiques de référence DRIAS-2020. Ils sont consultables sur un site spécial publié par Météo-France en novembre 2022.

## Urbanisme

### Typologie
Au 1er janvier 2024, Sainte-Ruffine est catégorisée ceinture urbaine, selon la nouvelle grille communale de densité à sept niveaux définie par l'Insee en 2022.
Elle appartient à l'unité urbaine de Metz, une agglomération intra-départementale regroupant 42  communes, dont elle est une commune de la banlieue,,. Par ailleurs la commune fait partie de l'aire d'attraction de Metz, dont elle est une commune de la couronne,. Cette aire, qui regroupe 245 communes, est catégorisée dans les aires de 200 000 à moins de 700 000 habitants,.

### Occupation des sols
L'occupation des sols de la commune, telle qu'elle ressort de la base de données européenne d’occupation biophysique des sols Corine Land Cover (CLC), est marquée par l'importance des forêts et milieux semi-naturels (57,8 % en 2018), en diminution par rapport à 1990 (63,4 %). La répartition détaillée en 2018 est la suivante : 
forêts (57,8 %), zones urbanisées (42,2 %).
L'IGN met par ailleurs à disposition un outil en ligne permettant de comparer l’évolution dans le temps de l’occupation des sols de la commune (ou de territoires à des échelles différentes). Plusieurs époques sont accessibles sous forme de cartes ou photos aériennes : la carte de Cassini (XVIIIe siècle), la carte d'état-major (1820-1866) et la période actuelle (1950 à aujourd'hui).

## Toponymie
Rufina est une chrétienne née d’une noble famille romaine. Elle est décapitée avec sa sœur Sécunda en raison de leur foi qu’elles refusent d’abjurer. Leurs reliques sont ramenées[Quand ?] par un évêque messin[Qui ?] de Rome dans une maison, « foyer » du futur village de Sainte-Ruffine.
Au cours de la Révolution française, la commune porte le nom de Anthoine-le-Mont.
La commune est jumelée avec le village de Rufina en Italie, bien que le nom de ce village vienne d’une rivière locale.

## Politique et administration
| Période                                  | Période  | Identité                 | Étiquette | Qualité                                                                              |
| ---------------------------------------- | -------- | ------------------------ | --------- | ------------------------------------------------------------------------------------ |
| 1977                                     | 2014     | Jean-Claude Wannenmacher | PS        | Administrateur de société Conseiller général du canton d'Ars-sur-Moselle (2004-2015) |
| mars 2014                                | En cours | Daniel Baudouin          |           | Chef d'entreprise                                                                    |
| Les données manquantes sont à compléter. |          |                          |           |                                                                                      |

## Démographie
L'évolution du nombre d'habitants est connue à travers les recensements de la population effectués dans la commune depuis 1793. Pour les communes de moins de 10 000 habitants, une enquête de recensement portant sur toute la population est réalisée tous les cinq ans, les populations de référence des années intermédiaires étant quant à elles estimées par interpolation ou extrapolation. Pour la commune, le premier recensement exhaustif entrant dans le cadre du nouveau dispositif a été réalisé en 2007.

En 2022, la commune comptait 605 habitants, en évolution de +9,4 % par rapport à 2016 (Moselle : +0,52 %, France hors Mayotte : +2,11 %).
| 1793 | 1800 | 1806 | 1821 | 1836 | 1841 | 1861 | 1866 | 1871 |
| ---- | ---- | ---- | ---- | ---- | ---- | ---- | ---- | ---- |
| 236  | 239  | 244  | 250  | 281  | 253  | 303  | 326  | 231  |

| 1875 | 1880 | 1885 | 1890 | 1895 | 1900 | 1905 | 1910 | 1921 |
| ---- | ---- | ---- | ---- | ---- | ---- | ---- | ---- | ---- |
| 242  | 238  | 259  | 239  | 249  | 255  | 290  | 268  | 238  |

| 1926 | 1931 | 1936 | 1946 | 1954 | 1962 | 1968 | 1975 | 1982 |
| ---- | ---- | ---- | ---- | ---- | ---- | ---- | ---- | ---- |
| 240  | 236  | 288  | 278  | 283  | 320  | 390  | 388  | 408  |

| 1990 | 1999 | 2006 | 2007 | 2012 | 2017 | 2022 | - | - |
| ---- | ---- | ---- | ---- | ---- | ---- | ---- | - | - |
| 466  | 453  | 520  | 530  | 530  | 563  | 605  | - | - |

## Économie

### Viticulture
Vignoble en appellation d'origine Moselle.

## Culture locale et patrimoine

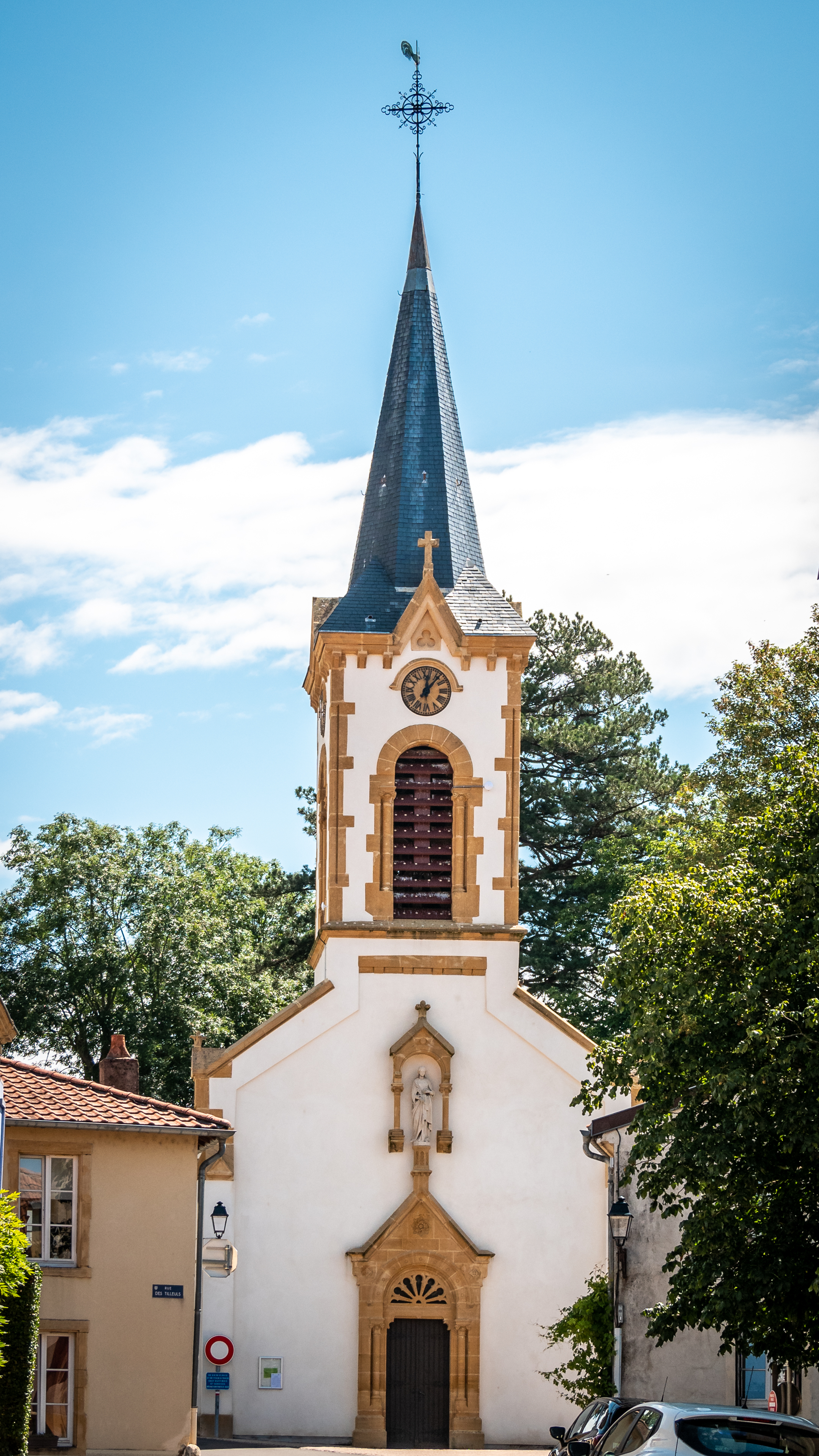
Église Sainte-Ruffine.

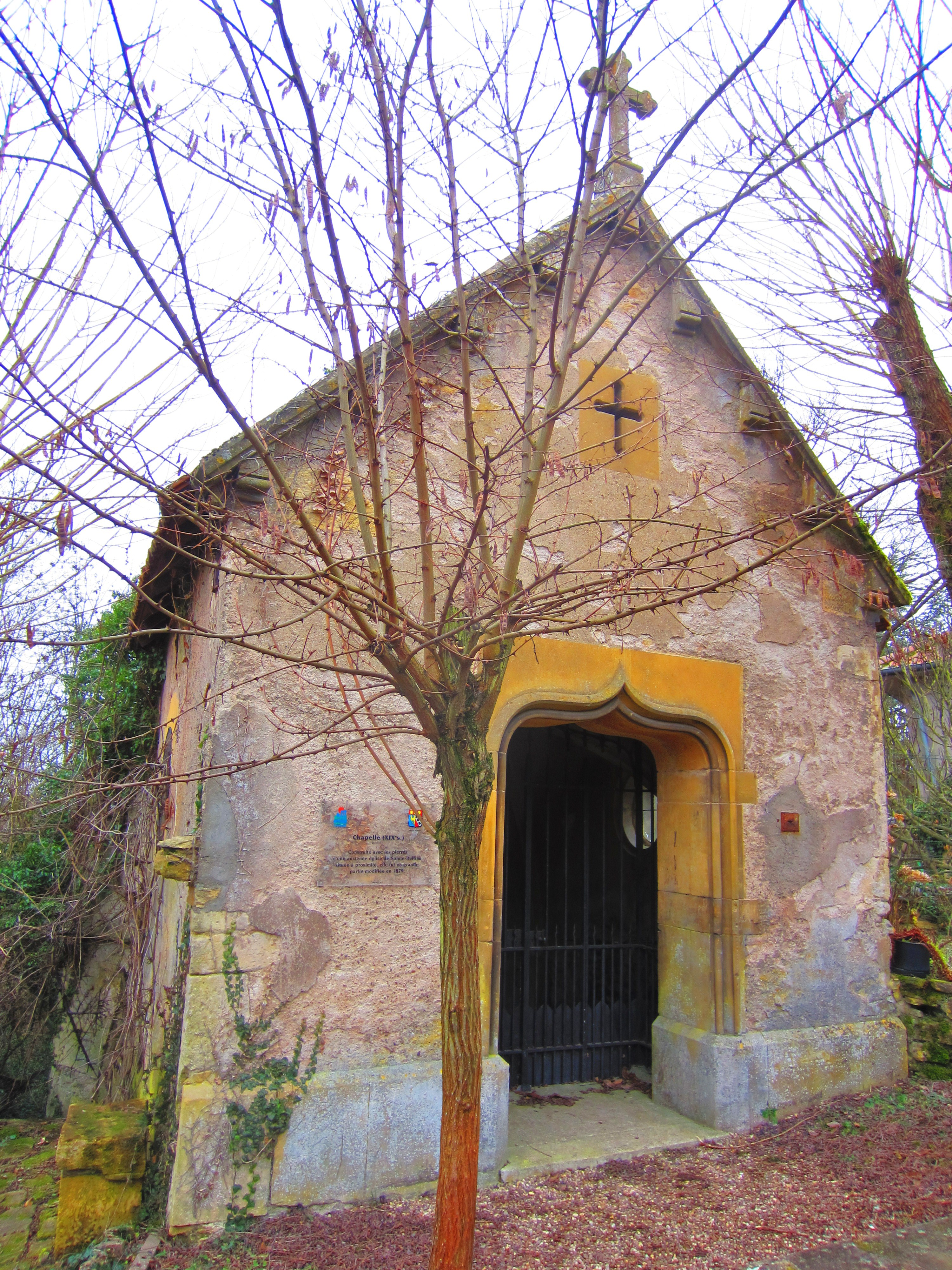
Chapelle de Sainte-Ruffine.

### Lieux et monuments
- Proximité de la route romaine Metz-Verdun ; importants vestiges d'un nymphorium (travaux rebouchés en raison de la proximité d'habitations).
- Château Buzelet, situé 19 Grand-rue, grand escalier à rampe en fer forgé, escalier intérieur, décor intérieur : il servait de maison de campagne au comte du même nom au XVIIIe siècle[2].
- Maisons anciennes 1575, 1577.
- Manoir probablement seigneurial, au 10 rue des Vignerons, fronton daté de 1577, fenêtres géminées, porte surmontée d’une sculpture médiévale à demi effacée, deux colombiers d'époque médiévale et une grange avec des fenêtres et portail en arc de cercle[2].
- Pressoir racheté par la commune en 1983, rare vestige de l'activité viticole du village, composé de poutres du grand pressoir de Sainte-Ruffine du XIVe siècle[2].

#### Édifices religieux
- Église de Sainte-Ruffine, néo-romane, inaugurée en 1726 en remplacement d’une église médiévale menaçant ruine. Un décor quadrilobe derrière l’église, figurant une tête et daté du XIVe siècle, est probablement un réemploi de l'ancienne église[2].
- Chapelle de Sainte-Ruffine, érigée au XVIIIe sur un ancien socle mérovingien, probablement avec des pierres de l’ancienne église, voûte gothique, statue de la Vierge (copie XVe siècle d’après la commission mémoire) : elle fut interdite aux paroissiens dès 1724[2].
- Monument de la Vierge érigé par l’association Saint-Louis en 1957 sous l’égide de l’abbé Becker, curé de la paroisse de 1936 à 1972 : il porte une plaque en mémoire des bombardements de la Seconde Guerre mondiale[2].

### Personnalités liées à la commune
- François Xavier de Schwarz (1762-1826), général français de la Révolution et de l’Empire, mort à Sainte-Ruffine.

Friedrich Schüler, Martin Baus, Die deutsch-französische Grenze als Fluchtpunkt der verfolgten pfälzischen Demokraten im 19. Jahrhundert, Saarpfalz. Blätter für Geschichte und Volkskunde, 1997/4, pp. 9-10

### Héraldique
| Blason de Sainte-Ruffine | Blason  | Parti: au 1er mi-parti d'azur à l'aigle bicéphale d'or, au 2e de gueules à la bande d'argent chargée de trois coquilles de sable, le tout sommé d'un chef de gueules chargé de trois besants d'or, celui de dextre surchargé d'une croix pattée en ombre de sable. |
| Blason de Sainte-Ruffine | Détails | Le statut officiel du blason reste à déterminer. |